# Landkreis Starnberg

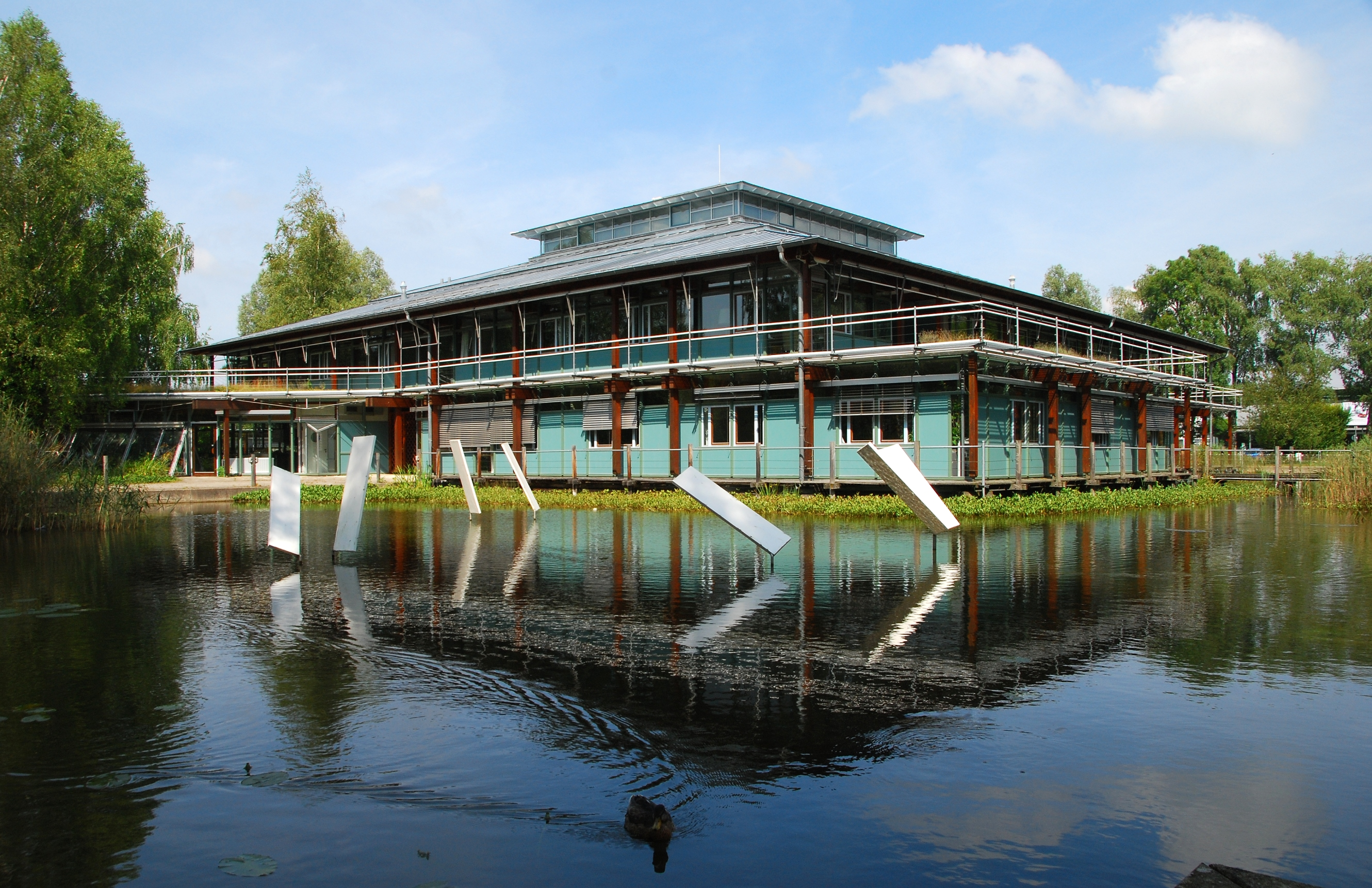
Landratsamt

Landkreis Starnberg is een Landkreis in de Duitse deelstaat Beieren. De Landkreis telt 136.610 inwoners (31 december 2020) op een oppervlakte van 488,01 km². Kreisstadt is de gelijknamige stad.

## Indeling

Landkreis Starnberg is verdeeld in 14 gemeenten. Er ligt maar een stad in de Landkreis en geen enkele gemeente mag zich Markt noemen. Het Landkreis omvat ook een gebied dat niet gemeentelijk is ingedeeld.
Stad
1. Starnberg.

Overige gemeenten
1. Andechs
2. Berg
3. Feldafing
4. Gauting
5. Gilching
6. Herrsching am Ammersee
7. Inning am Ammersee
8. Krailling
9. Pöcking
10. Seefeld
11. Tutzing
12. Weßling
13. Wörthsee

Niet gemeentelijk ingedeeld
1. Starnberger See

Aichach-Friedberg · Altötting · Amberg · Amberg-Sulzbach · Ansbach (stad) · Landkreis Ansbach · Aschaffenburg (stad) · Landkreis Aschaffenburg · Augsburg (stad) · Landkreis Augsburg · Bad Kissingen · Bad Tölz-Wolfratshausen · Bamberg (stad) · Landkreis Bamberg · Bayreuth (stad) · Landkreis Bayreuth · Berchtesgadener Land · Cham · Coburg (stad) · Landkreis Coburg · Dachau · Deggendorf · Dillingen an der Donau · Dingolfing Landau · Donau-Ries · Ebersberg · Eichstätt · Erding · Erlangen · Erlangen-Höchstadt · Forchheim · Freising · Feyung-Grafenau · Fürstenfeldbruck · Fürth (stad) · Landkreis Fürth · Garmisch-Partenkirchen · Günzburg · Haßberge · Hof (stad) · Landkreis Hof · Ingolstadt · Kaufbeuren · Kelheim · Kempten im Allgäu · Kitzingen · Kronach · Kulmbach · Landsberg am Lech · Landshut (stad) · Landkreis Landshut · Lichtenfels · Lindau · Main-Spessart · Memmingen · Miesbach · Miltenberg · Mühldorf am Inn · München · Landkreis München · Neuburg-Schrobenhausen · Neumarkt in der Oberpfalz · Neurenberg · Neustadt an der Aisch-Bad Windsheim · Neustadt an der Waldnaab · Neu-Ulm · Nürnberger Land · Oberallgäu · Ostallgäu · Passau (stad) · Landkreis Passau · Pfaffenhofen an der Ilm · Regen · Regensburg (stad) · Landkreis Regensburg · Rhön-Grabfeld · Rosenheim (stad) · Landkreis Rosenheim · Roth · Rottal-Inn · Schwabach · Schwandorf · Schweinfurt (stad) · Landkreis Schweinfurt · Starnberg · Straubing · Straubing-Bogen · Tirschenreuth · Traunstein · Unterallgäu · Weiden in der Oberpfalz · Weilheim-Schongau · Weißenburg-Gunzenhausen · Wunsiedel im Fichtelgebirge · Würzburg (stad) · Landkreis Würzburg
Andechs ·
Berg ·
Feldafing ·
Gauting ·
Gilching ·
Herrsching am Ammersee ·
Inning am Ammersee ·
Krailling ·
Pöcking ·
Seefeld ·
Starnberg ·
Tutzing ·
Weßling ·
Wörthsee